# Teorema de De Moivre-Laplace

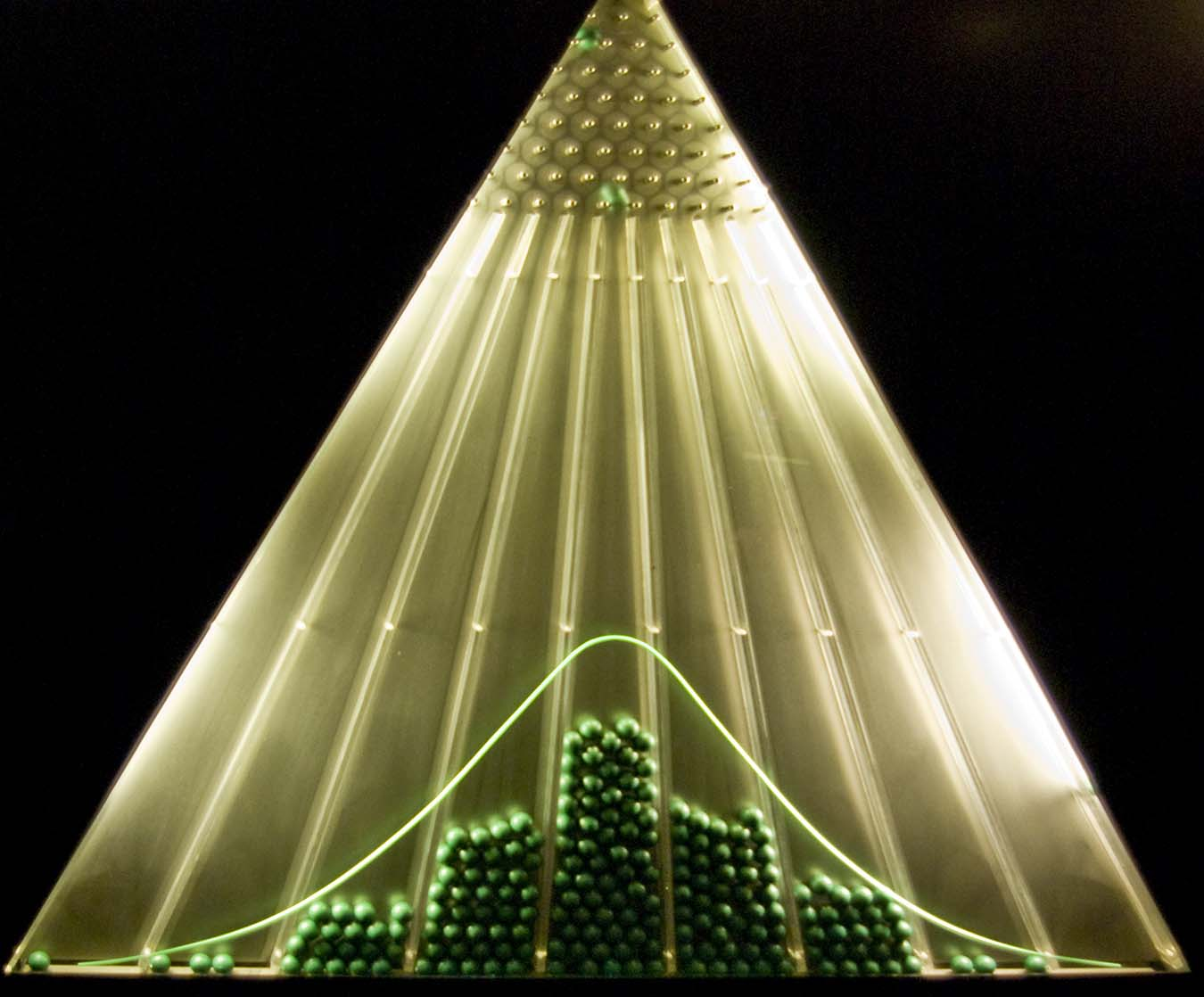
El teorema se puede visualizar con la plancha de Galton.

En teoría de la probabilidad, el teorema de De Moivre-Laplace, que es un caso particular del teorema del límite central, enuncia que la distribución normal puede ser usada como una aproximación de la distribución binomial bajo ciertas condiciones. En particular, el teorema muestra que función de masa de probabilidad del número aleatorio de “éxitos” en una serie de {\displaystyle n} ensayos de Bernoulli independientes, cada uno con probabilidad de éxito {\displaystyle p} (una distribución binomial con {\displaystyle n} intentos), converge a la función de densidad de probabilidad de la distribución normal con media {\displaystyle np} y desviación estándar {\displaystyle {\sqrt {np(1-p)}}}, si {\displaystyle n} es suficientemente grande y asumiendo que {\displaystyle p} no es {\displaystyle 1} o {\displaystyle 0}.
El teorema apareció por primera vez en la segunda edición de The Doctrine of Chances, de Abraham de Moivre, publicado en 1738. Los "ensayos de Bernoulli" no se llamaron así en ese libro, pero De Moivre escribió lo suficiente sobre la distribución de probabilidad del número de veces que aparecía "cara" cuando se lanzaba una moneda 3600 veces.[cita requerida]

## Teorema
Si {\displaystyle n\rightarrow \infty }, entonces para k en el entorno {\displaystyle np} se puede aproximar
{\displaystyle \left({\begin{array}{c}n\\k\end{array}}\right)p^{k}q^{n-k}\simeq {\frac {1}{\sqrt {2\pi npq}}}e^{-(k-np)^{2}/2npq},\ \ p+q=1,\ p>0,\ q>0.}
En forma de límite el teorema establece que:
{\displaystyle {\frac {{\sqrt {2\pi npq}}\left({\begin{array}{c}n\\k\end{array}}\right)p^{k}q^{n-k}}{e^{-(k-np)^{2}/2npq}}}\rightarrow 1} cuando {\displaystyle n\rightarrow \infty .}